# Roosmarijn van der Hoek
Roosmarijn van der Hoek (Haarlem, 5 mei 2006) is een Nederlands actrice. 

## Biografie
Van der Hoek maakte haar acteerdebuut in 2010 als een jongere Beatrix in Bernhard, Schavuit van Oranje. Van 2011 tot 2013 speelde Van der Hoek het personage Jade Houtsma in de televisieserie Levenslied. In 2012 had Van der Hoek haar eerste filmrol in Brammetje Baas en had ze ook een rol in Man in Pak. Twee jaar later volgden rollen in Jongens en Aanmodderfakker. Van der Hoek speelde in meer dan vijftig afleveringen als het personage Floor in Het geheim van Eyck in 2015. In 2017 vertolkte ze de rol van Jacky in Mees Kees langs de lijn. Van der Hoek had in 2019 een hoofdrol als oudste dochter Milou in de film Bumperkleef van regisseur Lodewijk Crijns. Twee jaar later had ze een rol in het zeventiende seizoen van Flikken Maastricht. Voor haar rol in Buiten is het feest werd ze genomineerd voor de prijs 'beste rijzende ster' tijdens het Internationaal filmfestival van Houston. Haar tegenspeelster Pleun Nijhuis won de filmprijs.
In 2025 speelde Van der Hoek de rol van Bente in de film iHostage, gebaseerd op de gijzeling die plaatsvond in de Apple Store in Amsterdam in 2022.

## Filmografie

### Film
| Jaar | Titel                   | Rol                   | Opmerkingen |
| ---- | ----------------------- | --------------------- | ----------- |
| 2012 | Brammetje Baas          | Kim Baas              |             |
| 2012 | Man in Pak              | Nikki                 | Korte film  |
| 2014 | Jongens                 | Neeltje               | Korte film  |
| 2014 | Aanmodderfakker         | Evy                   |             |
| 2016 | Rokjesdag               | Nichtje Trevor        |             |
| 2016 | Prooi                   | Meisje in speelplaats |             |
| 2016 | Mees Kees langs de lijn | Jacky                 |             |
| 2017 | Miserabel               | Rosa                  | Korte film  |
| 2019 | Bumperkleef             | Milou                 |             |
| 2020 | Buiten is het feest     | Lotte                 |             |
| 2021 | Herman vermoordt mensen | jonge Nathalie        |             |
| 2023 | Op bezoek bij oma       | Eva                   |             |
| 2025 | iHostage                | Bente                 |             |

### Televisie
| Jaar      | Titel                          | Rol                | Opmerkingen |
| --------- | ------------------------------ | ------------------ | ----------- |
| 2010      | Bernhard, Schavuit van Oranje  | Prinses Beatrix    | 1 afl.      |
| 2011      | A'dam - E.V.A.                 | Kind op gedenkplek | 1 afl.      |
| 2011      | Moordvrouwen                   | Nadia              | 1 afl.      |
| 2013      | Charlie                        | Lotte Bloem        | 2 afl.      |
| 2011–2013 | Levenslied                     | Jade Houtsma       | 16 afl.     |
| 2014      | Verborgen verhalen             | Sarah Hazelaar     | 1 afl.      |
| 2015      | Het geheim van Eyk             | Floor              | 51 afl.     |
| 2016–2017 | De mannen van dokter Anne      | Lisa Zwart         | 5 afl.      |
| 2017      | Mees Kees                      | Jacky              | 10 afl.     |
| 2018      | Benidorm Bastards & de Boefjes | Boefje             | 1 afl.      |
| 2020      | Papadag                        | Charly             | 1 afl.      |
| 2021      | Mijn kleine grote broer        | Demi               | 8 afl.      |
| 2023      | Flikken Maastricht             | Hester Herweijer   | 1 afl.      |
| 2024      | Saïd & Anna                    | Sem                | 1 afl.      |
| 2024      | De Pudding Club                | Vriendinnetje Rico | 1 afl.      |
| 2024      | Een van ons                    | Jonne              | 2 afl.      |
| 2024      | Zwabber                        | Amalie             |             |